# Generalstabsschule
Eine Generalstabsschule, auch Generalstabsakademie, Akademie des Generalstabs oder Führungsakademie (in Deutschland bis 1945 Kriegsakademie) dient dem Zweck, befähigte Stabsoffiziere in den politischen, führungs- und verwaltungstechnischen Aspekten bis hin zu möglichen Spitzendienstposten als Generalstabsoffiziere auszubilden. Diese höchsten militärischen Lehreinrichtungen haben in der Regel Hochschulcharakter. 
Obwohl es bereits bei den Großmächten des langen 19. Jahrhunderts Kriegsschulen dieser Art gab, setzten sie sich vor allem nach dem Zweiten Weltkrieg durch. Ihrer Entstehung lag die Erkenntnis zugrunde, dass die zunehmende Arbeitsteilung in der Wirtschaft die Einrichtung von Wirtschafts- und Verwaltungshochschulen nötig machte.
Besonders kleinteilig ist die Struktur der Generalstabsschulen bei den Streitkräften der Vereinigten Staaten: ihre einzelnen Teilstreitkräfte verfügen manchmal über mehrere Militärakademien dieser Art.

## Historische Beispiele
Deutschland/deutsche Staaten

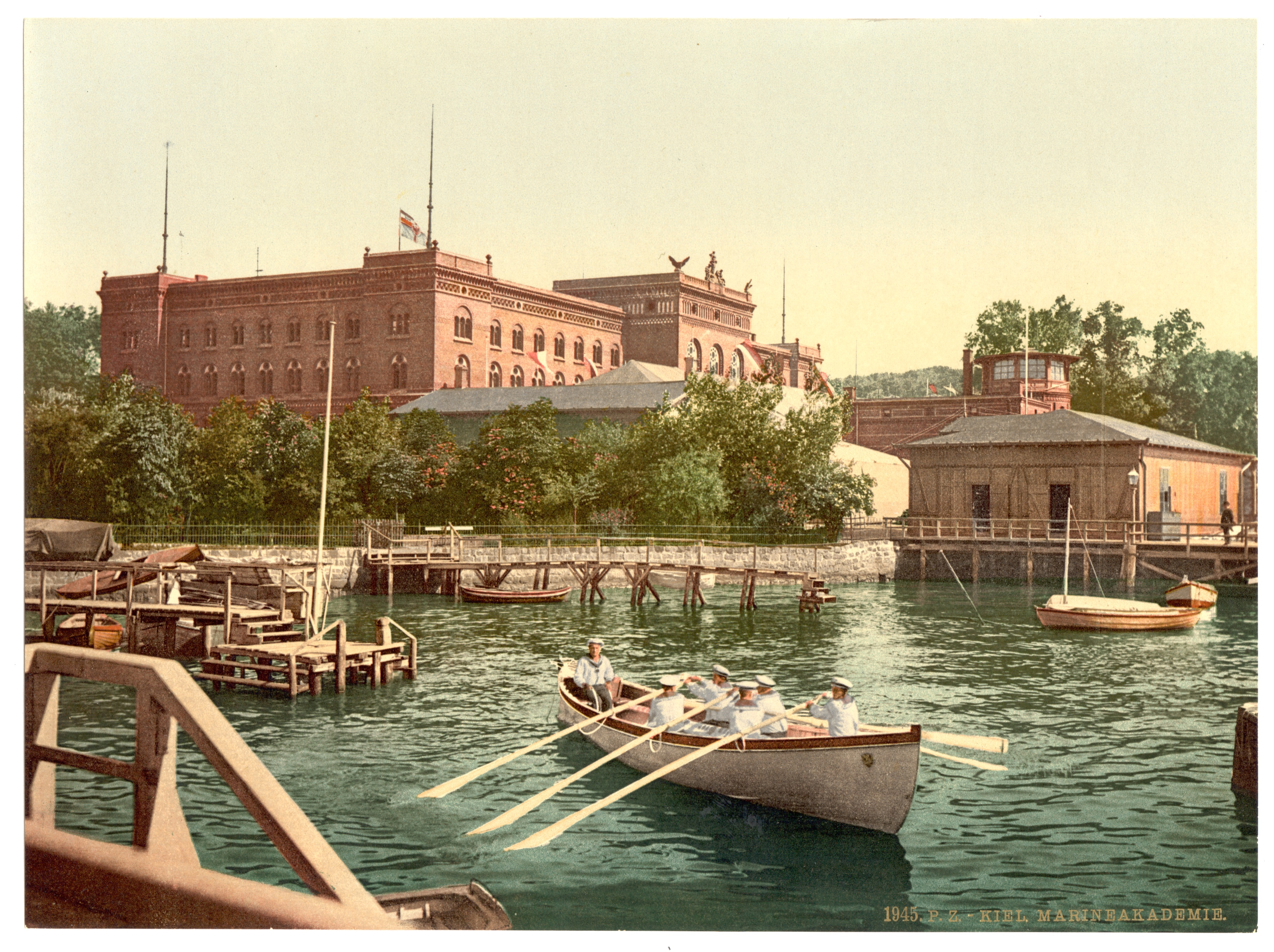
Marineakademie Kiel um 1900

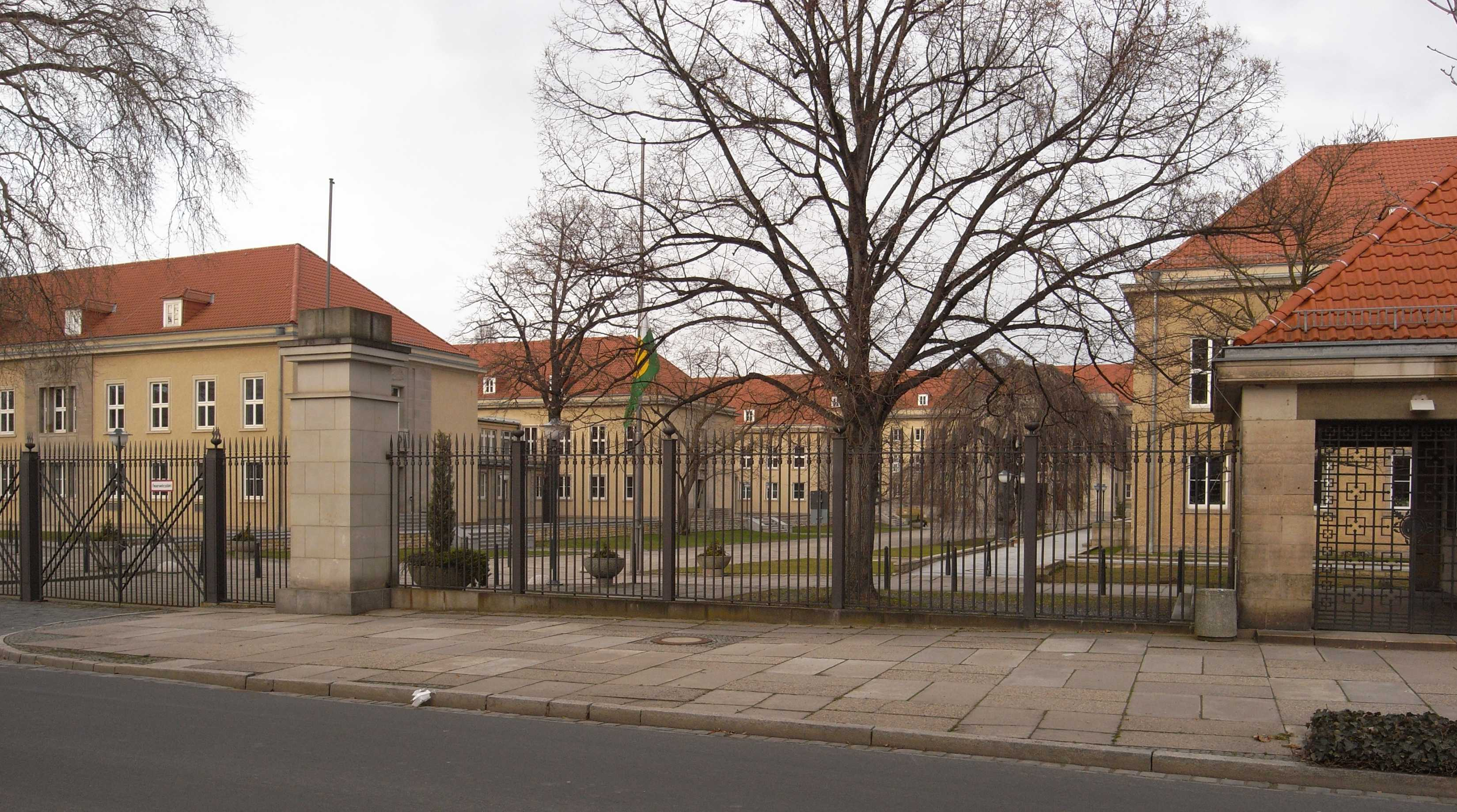
Haupteingang der Militärakademie "Friedrich Engels"

- Preußische Kriegsakademie in Berlin
- Bayerische Kriegsakademie in München
- Wehrmachtakademie in Berlin
- Kaiserliche Marineakademie in Kiel
- Militärakademie Friedrich Engels der DDR in Dresden

Frankreich
- École militaire supérieure de guerre in Paris

Italien
- Scuola di guerra in Turin

Österreich-Ungarn
- k.u.k. Kriegsschule in Wien

Polen
- Akademie des Generalstabs der Polnischen Streitkräfte in Warschau

Russisches Reich
- Nikolaus-Generalstabsakademie in Sankt Petersburg

Sowjetunion
- Generalstabsakademie der UdSSR in Moskau

Vereinigtes Königreich
- Staff College in Camberley

## Heutige Beispiele
Deutschland
- Führungsakademie der Bundeswehr (FüAkBw) in Hamburg

Frankreich
- Collège interarmées de Défense in Paris

NATO
- NATO Defence College in Rom

Österreich
- Landesverteidigungsakademie in Wien

Polen
- Akademie für Nationale Verteidigung (Warschau)

Russische Föderation
- Militärakademie des Generalstabes der Russischen Streitkräfte in Moskau

Schweiz
- Generalstabsschule der Höheren Kaderausbildung der Armee in Luzern/Kriens

## Vereinigtes Königreich
- Defence Academy of the United Kingdom in Shrivenham
- Joint Services Command and Staff College (JSCSC) in Watchfield
- Royal College of Defence Studies (RCDS) in London
- Defence College of Management and Technology (DA-CMT) in Shrivenham
- Armed Forces Chaplaincy Centre in Amport

## Vereinigte Staaten
Streitkräfteübergreifende Schulen
- National Defense University in Washington, D.C. mit:
  - National War College
  - The College of International Security Affairs
  - Industrial College of the Armed Forces
  - Information Resources Management College
  - Joint Forces Staff College in Norfolk (Virginia)
  - Defense Acquisition University in Fort Belvoir, Virginia

United States Air Force
- Air University auf Maxwell Air Force Base, Alabama mit:
  - Air Command and Staff College
  - Air War College

United States Navy und United States Marine Corps
- U.S. Naval War College in Newport (Rhode Island)
- Marine Corps University in Marine Corps Base Quantico mit:
  - Marine Corps Command and Staff College
  - Marine Corps War College
  - School of Advanced Warfighting

United States Army
- US Army Command and General Staff College in Fort Leavenworth, Kansas
- US Army War College in Carlisle, Pennsylvania

Graduate Schools
- Naval Postgraduate School in Monterey (Kalifornien)
- Air Force Institute of Technology auf Wright-Patterson Air Force Base, Ohio